# Bohumila Bednářová
Bohumila Bednářová (rozená Nováková, 7. února 1904 Přistoupim – 23. srpna 1985 Praha) byla česká přírodovědkyně, astrofyzička a astronomka, první Češka profesionálně se zabývající astronomií. Ve své práci se zabývala především solární astronomii, v polovině 20. století se pak přeorientovala na geofyziku.

## Život

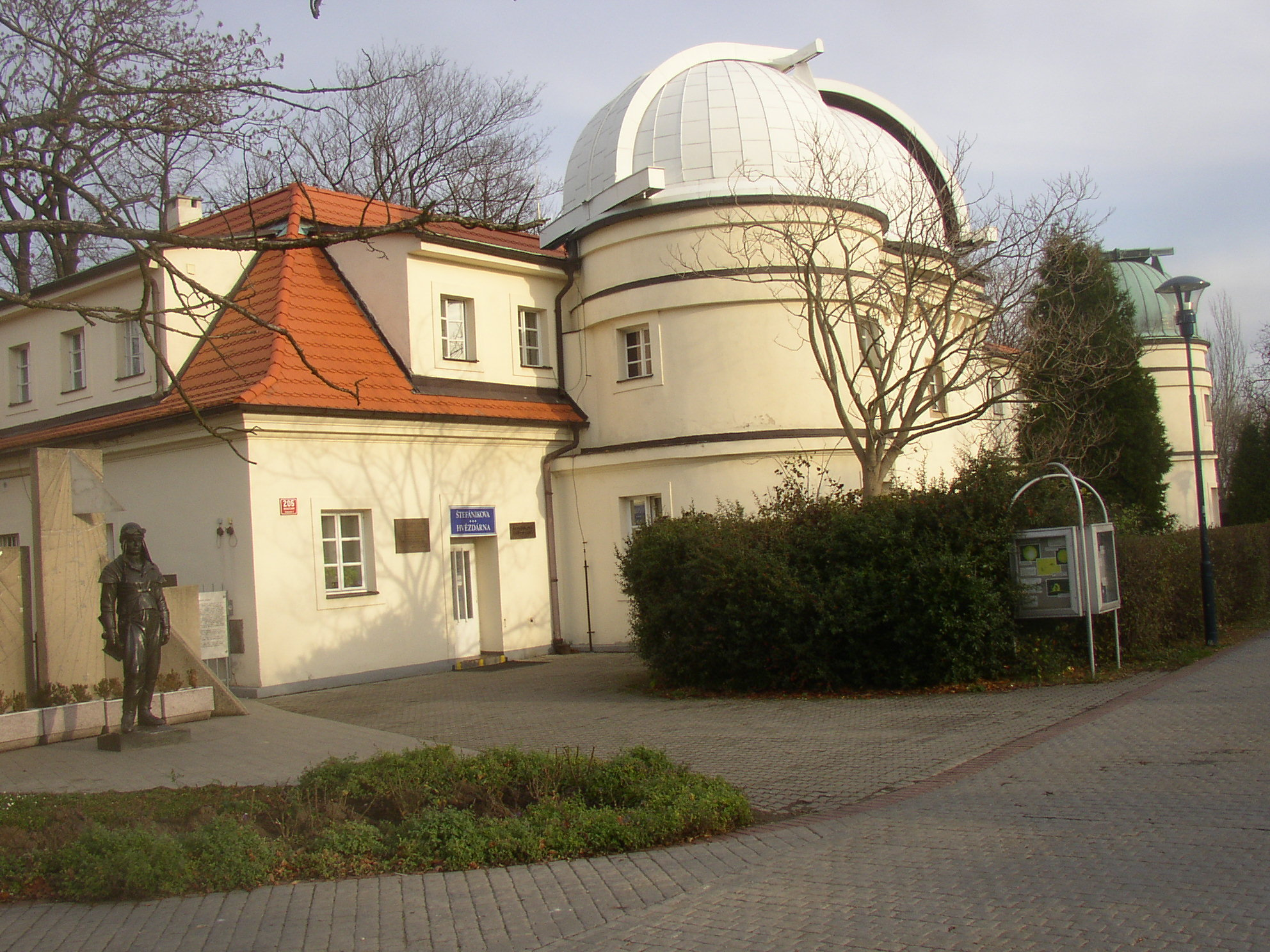
Budova Štefánikovy hvězdárny z roku 1926

Narodila se v Přistoupimi u Českého Brodu ve středních Čechách v rodině Bohumila Nováka, místního statkáře a politika a poslance Českého zemského sněmu.. Roku 1926 získala titul doktorky přírodních věd na Přírodovědecké fakultě Univerzity Karlovy v Praze. Stala se jednou z prvních doktorandek, ženám bylo přitom umožněno studovat na vysokých školách až se vznikem Československa roku 1918. Oborově se specializovala na solární astronomii. Spolupodílela se na vzniku Štefánikovy hvězdárny na Petříně, kam také po absolutoriu nastoupila. Následně v letech 1927 až 1928 pobývala na pracovní stáži v observatoři v Arcetri u Florencie v Itálii. V roce 1936 se zapojila do expedice na Uralské pohoří mající za cíl pozorovat zatmění Slunce, V dalších letech byla pak zaměstnána v observatořích ve Staré Ďale na Slovensku, kde se podílela na stavbě prvního spektrohelioskopu v ČSR, a v Ondřejovské hvězdárně u Prahy.
Provdala se jako Bednářová.
Po začátku druhé světové války obdržela Bednářová zákaz pracovní činnosti trvající po celou dobu války, byla tedy v domácnosti.
Po roce 1945 se odborně zaměřila na geofyziku, roku 1952 stála rovněž roku u vzniku Geofyzikálního ústavu ČSAV. Zabývala se odbornou publikační činností přeloženou do několika světových jazyků.

### Úmrtí
Bohumila Bednářová zemřela 23. srpna 1985 v Praze ve věku 81 let.

## Dílo (výběr)
- Určení rozdílu délek mezi spektry středu a okraje slunce z měření spektrokomparátorem a měření mikrofotometrických křivek (1933)
- Mezinárodní geomagnetická srovnávací měření v roce 1953 a 1954 (s J. Bouškou), (1955)
- Srovnání sluneční a geomagnetické aktivity z let 1950, 1951 a 1952, 1955 (1955)